# Marian Kruszyński
Marian Feliks Kruszyński (ur. 12 kwietnia 1937 w Radomsku, zm. 9 marca 2012 w Częstochowie) – polski architekt.

## Życiorys
Absolwent Wydziału Architektury Politechniki Wrocławskiej (1964), wiceprezes zarządu okręgowego SARP w Częstochowie (1977−1979), projektant ważnych budynków w Częstochowie, m.in. domu towarowego „Puchatek”, Młodzieżowego Ośrodka Kulturalno-Oświatowego przy ul. Kopernika i komendy Policji przy ul. Popiełuszki, a także komendy Policji w Katowicach, kościoła św. Apostołów Piotra i Pawła w Myszkowie oraz wnętrza i otoczenia kościoła Narodzenia Najświętszej Maryi Panny w Myszkowie. Pochowany na cmentarzu Kule w Częstochowie.